# Dywizja Piechoty Bärwalde
Dywizja Piechoty Bärwalde (niem. Infanterie-Division Bärwalde) – niemiecka dywizja piechoty z czasów II wojny światowej. 
Sformowana 20 stycznia 1945 z jednostek Volkssturmu, batalionów alarmowych oraz 1. Szkoły Artyleryjskiej w Gross-Born, która zapewniła sztab dywizyjny. W lutym jednostka została wysłana na front wschodni i oddano do dyspozycji 3 Armii Pancernej. Brała udział w walkach o przyczółek dziwnowski. Rozbita została 12 marca w bitwie w rejonie Trzebiatowa przez oddziały Armii Czerwonej i ludowego Wojska Polskiego, a dowodzący nią gen. Raithel już 8 marca został wzięty do niewoli przez żołnierzy z 1 Armii Wojska Polskiego.

## Dowódcy dywizji
- gen. por. Wilhelm Raithel[3].

## Struktura organizacyjna
- 1. pułk Dywizji Bärwalde
- 2. pułk Dywizji Bärwalde
- 3. pułk Dywizji Bärwalde
- 4. pułk Dywizji Bärwalde
- 5. pułk Dywizji Bärwalde
- pułk artylerii Dywizji Bärwalde oraz batalion inżynieryjny Dywizji Bärwalde i batalion łączności Dywizji Bärwalde